# Plan d'aménagement et de développement durable de la Corse
Le Plan d'Aménagement et de Développement Durable de la Corse  ou PADDUC, (à ne pas confondre avec un PADD) est un document prévu par l'article 12 de la Loi du 22 janvier 2002, relative à la Corse. 

C'est un plan destiné à cadrer l'aménagement du territoire sur l'île. 
C'est un document important qui a valeur de Directive territoriale d'aménagement de Schéma de mise en valeur de la mer de Schéma régional d'aménagement et de développement du territoire et de Schéma régional de transport. 
Il a vocation à se substituer au Plan de développement de la Corse et au Schéma d'aménagement de la Corse actuels.
Il est préparé par l'Assemblée territoriale de Corse et adopté après avoir été soumis pour avis au Conseil économique, social et culturel de Corse, au Conseil des sites. Il doit être validé par les conseillers à l'Assemblée de Corse, et soumis à enquête publique avant d'être approuvé par l'Assemblée de Corse.
Un projet de PADDUC a été initié par la majorité UMP de l'Assemblée de Corse en 2009, mais il a suscité une forte polémique sur l'île où on lui a notamment reproché de sacrifier l'environnement littoral notamment au développement du tourisme et de l'économie dite "résidentielle", sans suffisamment se soucier de l'environnement et de la soutenabilité du développement. Le projet ayant rencontré une vive opposition, il a finalement été retiré et repoussé. Il a été un des enjeux des élections territoriales de 2010.
Un nouveau projet de PADDUC, plus axé sur le développement agricole, la protection de l'environnement et l'économie sociale et solidaire, a été mis en place par la nouvelle majorité territoriale (de gauche) élue en 2010. Son volet final a été adopté par les élus de l'Assemblée de Corse (38 sur 51) le 31 octobre 2014.

## Contenu
Il doit :
- localiser les grandes infrastructures et les grands équipements ;
- fixer des objectifs régionaux de développement économique, agricole, social, culturel et touristique de l'ile et ceux relatifs à la préservation de l'environnement ;
- définir de grandes orientations pour l'aménagement de l'espace, des transports dans une approche multimodale, de valorisation des ressources énergétiques, de protections et de mise en valeur du territoire ;
- compléter - par délibération particulière et motivée de l'Assemblée de Corse, si les élus le souhaitent - la liste des espaces terrestres et marins, des sites et paysages remarquables, des caractéristiques du patrimoine naturel et culturel du littoral et des milieux nécessaires au maintien des équilibres biologiques à préserver (...) ou (inversement et dans les mêmes conditions) déterminer des espaces situés dans la bande littorale des " cent mètres " où pourront être autorisées, dans le respect des sites, des aménagements saisonniers destinés à l'accueil du public ;
- (éventuellement) préciser les modalités d'application de la Loi Littoral et de la Loi Montagne selon les spécificités géographiques du territoire.

## Hiérarchisation juridique
Les schémas de cohérence territoriale, les schémas de secteur, les plans locaux d'urbanisme et les cartes communales devront être compatibles avec ce plan.